# Sunnansjö, Vilhelmina kommun
Sunnansjö är en by utanför Dikanäs i Vilhelmina kommun i Västerbottens län, landskapet Lappland. Byn ligger vid Sunnansjöns norra strand på Nymyrbergets södra sluttning. Cykelleden Sverigeleden passerar byn.